# Cities Built On Sand EP
Cities Built On Sand EP é o primeiro EP da banda VersaEmerge. Gravado pela propria banda em 2007. Este EP tem a colaboração do antigo vocalista da banda, Spencer Pearson.

## Faixas
Todas as faixas escritas e compostas por VersaEmerge. 
| CD  |                                  |         |  |
| N.º | Título                           | Duração |  |
| 1.  | "Prelude"                        | 0:14    |  |
| 2.  | "Forced Doors On The 14th Floor" | 4:22    |  |
| 3.  | "The Blank Static Screen"        | 5:37    |  |
| 4.  | "Cities Built On Sand"           | 5:41    |  |
| 5.  | "Ennui"                          | 4:18    |  |